# ДП (картечница)
ДП (Дегтярьов Пехотен, Индекс ГРАУ – 56-Р-321) е лека картечница с калибър 7,62 мм, разработена от Василий Дегтярьов.
Дегтярьов пехотен става еднин от първите образци стрелково оръжие, създадени в СССР.

## История
Проектирането на леката картечница Дегтярьов започва през 1923 г. по собствена инициатива. На 22 юли 1924 г. комисия под ръководството на председателя на Стрелковия комитет на РККА Н. Н. Куйбишев провежда изпитание на леката пехотна картечница система Дегтярьов и дава висока оценка на новия образец, отбелязвайки „впечатляващата оригиналност на идеята, безотказната работа, скорострелността, и значителната простота на експлоатация на системата на др. Дегтярьов“
Първите десет серийни картечници ДП са произведени в Ковровския завод на 12 ноември 1927 г., след това партия от 100 картечници е предадена за войскови изпитания, според резултатите на които на 21 декември 1927 г. картечницата е приета на въоръжение от РККА.
С приемането на въоръжение от Червената армия работите по ДП и усъвършенстването ѝ не спират. Различни конструктивни промени по ДП-27 водят до създаването от Дегтярьов на образците от 1931, 1934 и 1938 години.
През 1939 г. за скиорските подразделения на РККА е разработена лека зенитна установка-тринога за картечницата ДП.
Картечницата масово се използва като основно оръжие за огнева поддръжка пехотните звена взвод—рота до края на Великата Отечествена война. ДП е на въоръжение и в подразделенията на войските на НКВД за охрана на особено важните предприятия на промишлеността.
Използва се и за стрелба по нисколетящи самолети (в хода на бойните действия е установено, че най-ефективна е стрелбата по преминаващи в пикиране и излизащи от пика самолети-щурмовици).
По време на отбраната на Ленинград използваните за стрелба от стационарни позиции в условията на позиционна война картечници ДП започват да се комплектуват с правоъгъли бронещитове (производството на който е освоено от Ижорския завод).
Трофейни образци ДП се използват от немците. Освен това, за сметка на пленени през Зимната война от 1939 – 1940 г. и по-късни трофеи това е един от най-масовите образци леки картечници във финланската армия в периода на Втората световна война, в т.ч. и поради същественото превъзходство над финската картечница Лахти-Салоранта.
На 29 август 1944 г. народният комисар по въоръженията на СССР Д. Ф. Устинов и началникът на Главното артилерийско управление Н. Д. Яковлев представят модернизираната лека картечница в Държавния Комитет по Отбрана за утвърждаване. Държавният Комитет по Отбрана утвърждава предложените изменения в картечницата, присвоиявайки ѝ името ДПМ (Дегтярьов пехотен модернизиран).
С края на войната картечницата ДП и модернизирания вариант ДПМ са снети от въоръжение в Съветската Армия и широко се експортират в дружествени на СССР страни. На въоръжение в държавите-участници на Варшавския договор състои на въоръжение до 1960-те години. Използва се в Корея, Виетнаме и други държави.
На основа на опита, получен през Втората световна, става ясно, че пехотата има нужда от общовойскова картечница, която съчетава повишената огнева мощ с висока мобилност. В качеството на ерзац-замяна на общовойсковата картечница в звеното рота, на основата на по-ранни разработки, през 1946 г. е създана и приета на въоръжение леката картечница РП-46, представляваща модификация на ДПМ с подаване на боеприпаси чрез патронна лента, което, заедно с по-тежкия ствол, осигурява по-голяма огнева мощ при запазване на приемлива маневреност.
Висока оценка на даденото оръжие дава Владимир Фьодоров – руски, а след това и съветски оръжеен конструктор, който в годините на война работи като консултант по стрелково оръжие в народния комисариат, автор на книги по история на стрелковото оръжие.

## Начин на действие
Леката картечница ДП е оръжие с автоматика работяща на основата на отвеждането на барутните газове и подаване на патроните от пълнител. Газовият двигател има бутало с дълъг работен ход и газов регулатор, разположени под ствола.
Самият ствол е леснозаменяем, частично покрит от защитен кожух и снабден с коничен сваляем пламегасител (ранните екземпляри нямат пламегасител, както и резба върху ствола за него). Стволът често не издържа на интензивна стрелба: тъй като е тънкостенен, той бързо се нагрява (особено при произведените по-късно, при които, за да се опрости производството на ствола, той няма радиатор с ребра), и за това, за да не излезе картечницата от строя, се налага стрелба с кратки откоси (бойната скорострелност на картечницата е до 80 изстрела в минута). Замяната на ствола непосредствено по време на бой е затруднена: тя изисква специален ключ за отваряне на заключената сглобка и защита на ръцете от изгаряне.
Заключването на затвора се осъществява от две бойни опори (личинки), раздалечаващи се настрани при движението на ударника напред. След това, когато затворът се намира в предно положение, затворната рама продължава своето движение, при това уширената средна част на съединения с нея ударник, въздействайки отвътре на задните части на бойните опори, ги раздалечава настара, в улеи на цевната кутия, здраво заключвайки затвора. След изстрела затворната рама, под действието на газовото бутало, започва движение назад. При това ударникът се отвежда назад, а специални скосявания върху рамата събират бойните опори, изваждайки ги от сцеплението с цевната кутия и отваряйки затвора. Възвратно-бойната пружина е разположена под ствола и при интензивен огън се прегрява, губейки своята еластичност, което е един от сравнително немногобройните, но съществени недостатъци на картечницата ДП. Освен това, бойните опори изискват точно напасване за постигане на симетрично затваряне (което не представлява на практика съществен недостатък).
Подаването на патрони се осъществява от плоски дискови пълнители – „чинии“, в които патроните са разположени по окръжността, с куршумите к центъра на диска. Такава конструкция осигурява надеждно подаване на патроните с издадени жлебове, обаче има и съществени недостатъци: големи габарити и маса на празния пълнител, неудобство при транспортиране и зареждане, а също така възможност да се повреди пълнителя в условията на боя поради неговата склоност към деформация. Вместимостта на пълнителя изначално съставлява 49 патрона, по-късно са въведени 47-патронни с повишена надеждност на действието. Към картечницата се придават три пълнителя с метална кутия за тяхното транспортиране.
Следва да се отбележи, че макар на външен вид пълнителят на ДП и да напомня на пълнителя на картечницата на Люис, всъщност той е със съвършенно различна, по принципа си на действие, конструкция; например, при „Люиса“ патронният диск се завърта за сметка на енергията на затвора, предавана му чрез сложна система от лостове, а при ДП е за сметка на предварително навита пружина в самия пълнител.
- Дисковият пълнител на картечницата ДП, изглед отгоре.
- Дисковият пълнител на картечницата ДП, изглед отдолу.
- „Щипчиците“ на пълнителя.

Спусковият механизъм на картечницата позволява да се води само автоматична стрелба при отворен затвор. Той е разположен в спусковата рама, крепи се към цевната кутия с напречен щифт. Ням нормален предпазител, вместо него има автоматичен предпазител във вид на клавиш, изключващ се при обхващането на шейката на приклада с ръка. При воденето на интензивен огън необходимостта постоянно да се натиска клавиша на предпазителя натиснат уморява стрелеца, а прикладът тип „винтовка“ не способства за здравото държане на оръжието при стрелба на серии. По-успешна се оказва спусковата рама на танковата картечница ДТ, която има обикновен предпазител и пистолетна ръкохватка. Модернизираният вариант на картечницата – ДПМ – получава аналогична конструкция на спусковата рама. Също така е интересно да се отбележи, че неавтоматичен предпазител, като допълнение към щатния автоматичен, се поставя в конструкцията на финландските ДП в процеса на техния основен ремонт.
Огънят от ДП се води от сваляема двунога (бипод), която понякога пада и се губи в суматохата на боя поради недобро закрепване или разхлабване, което, на свой ред, съществено влошава удобството за използване и устойчивостта на картечницата. За това на ДПМ е въведена несваляема двунога. Изхвърлянето на стреляните гилзи се осъществява надолу.

### Принадлежности към картечницата
В състава на принадлежности към картечницата влизат:
- разглобяем шомпол за почистване на канала на ствола;
- ключ-отвертка за разглобяване и сглобяване на картечницата;
- коляно-мотовилков шомпол с кълбеста четчица за протриване и почистване на патронника през горното прозорче на цевната кутия без разглобяването на картечницата;
- прибор за прочистването на газовите пътища;
- две шила за избутване на осите и шпилките;
- извлекател за извличане на откъснатите дънца на гилзите.

Всички принадлежностти се поставят в кутия-чанта или брезентова чанта.

### Заглушител
В края на 1941 г. е разработен (вероятно, при участието на И. Г. Митин) приборът СГ-ДП (Специален заГлушител на звука за леката картечница „ДП“). Използват се патрони с намален барутен заряд и лек куршум, началната скорост на който е 330 м/с. Приборът позволява воденето на безшумна автоматична стрелба на далечини до 300 м (при запазване на поразяващото действие куршума до 500 м). На 27 май 1942 г. заглушителят е приет на въоръжение от Червената Армия. През юни 1942 г. на завод № 2 на НКВ в Ковров се предполага производството на 500 броя от това изделие. Залушителят тежи 1,3 кг, общата дължина на картечницата със заглушител става 1332 мм.
След полигонни изпитания, през юли 1942 г., СГ-ДП е върнат за доработване. То се случва в ковровското ОКБ-2 от конструкторите А. М. Маранцев и И. В. Долгушев. Промененият заглушител получава намален от 16 до 14,5 мм вътрешен диаметър на канала на цевната насадка. Масата му е 1,15 кг, дължината на насадката 85 мм, обща дължина 291 мм.
В края на 1942 г. заглушителят постъпва за изпитания в Централния научноизследователски полигон за стрелково и минометно въоръжение под обозначението СГ-42 (Специален заГлушител образец 1942 година). Предположително той се използва на фронта и се произвежда серийно, но няма информация за обемите на производството му. Следвоенните изпитания на дадените заглушители, през февруари-март 1948 г., показват нецелесъобразността за последащата им експлоатация, тъй като те не осигуряват необходимата безотказност в работата на ДП и ДПМ и по тази причина подлежат на утилизация.
В периода 1948 – 1950 г. ОКБ-2 доработва заглушителя СГ-42, получавайки прибора КБ-П-535. Неговата маса, с обтураторите, съставлява 0,96 кг, дължина 301 мм, височина 68 мм, ширина 34 мм, дължина на картечницата със заглушителя 1310 мм.
В периода март-април 1950 г. заглушителите КБ-П-535, заедно с картечницата РП-46, преминават полигонни изспитания, обаче отново не удовлетворяват всички изисквания.

### Снегостъпка
Поради това, че крачетата на картечницата лесно потъват в снега и рехав грунт за тях се правят различни приспособления, например снегостъпки (снегоходки).
Снегостъпката за леката картечницата ДП се състои от метални пластинки, шарнирно закрепени помежду си с опънато по тях платнище от лек брезент. Две метални пластинки, с ушенца и ремъчета към тях, служат за закрепване на двуногата на картечницата, а платнената обтяжка с катарамка – за закрепване към спусковата скоба на картечницата.
Снегостъпката служи като опора за картечницата ДП при стрелба от дълбок сняг, а също така от блатист и пясъчен грунт през другото време.
На снегостъпката е удобно да се поставят дисковете за картечницата и патроните за нея.

## Патрони
За стрелбата от леката картечницата се използват следните патрони:
- патрон с куршум образец 1908 г. (лек), предназначен за поражение на живата сила на противника на далечина до 800 м; куршумът запазва поразяващата си сила на разстояние до 2500 м;
- патрон с куршум обр. 1930 г. (тежък), предназначен за поражение на живата сила на противника; куршумът запазва поразяващата си сила на разстояние до 3500 м; за стрелба се използва само ако няма патрони с лекия куршум обр. 1908 г.;
- патрон с бронебоен куршум обр. 1930 г. (Б-30), предназначен за поражение на лекобронирани цели (бронирани коли, танкетки) на дистанции до 300 м;
- патрон с бронебойно-запалителен куршум обр. 1932 г. (Б-32), предназначен за поражение на бронирани цели (танкове, бронирани коли, танкетки, огневи точки, самолети) и за запалване на горивото им (бензина);
- патрон с трасиращ куршум (Т-30 и Т-46), предназначен за целеуказание, пристрелване и коректиране на огъня.

## Употреба
Първият случай на бойна употреба на картечницата ДП е през 1929 г., в хода на бойните действия на КИЖЛ.
Пехотната картечница ДП е поставяна на малките торпедни катери от типа „Г-5“ като оръжие за самоотбрана (за водене на стрелба по морски мини, нисколетящи самолети и други цели).
По време на учения и бойните действия картечницата се обслужва от двама души: стрелец и неговият помощник, който пренася кутия с три диска. Също така при стрелба от положение лежешком към картечницата, на двете крачета, се завързват дълга лента, и боецът, опъвайки я с крак, по-силно притиска приклада към рамото си. Така колебанията на картечницата се намаляват и се увеличава точността на стрелбата. Картечницата ДТ е поставяна на мотоциклетите М-72. Конструкцията на закрепване на картечницата към коша позволява воденето на огън даже по самолети. Обаче този начин за борба със самолетите не е много очень удобен: за стрелбата е необходимо да се спре, след това боецът слиза от коша и от седнало положение води огън по въздушните цели. След приемането на въоръжение на картечницата ДП, състоящите, преди това, на въоръжение в Червената армия английски картечници Люис образец 1915 г. постепено отиват в складовете.

## Варианти

### Малокалибрен ДП
В средата на 1930-те години един опитен образец за малокалибрена картечница ДП (за 5,6-мм патрон с кръгово възпламеняване, като оръжие за обучение по стрелба на войниците от РККА) е конструиран от М. Марголин, но не постъпва на въоръжение. Фактически за тази цел се използва закрепена на обикновена ДП и използваща нейните органи за управление на огъня малокалибрена картечница система Блюм.

### ДП образец 1938 г.
През 1938 г. е произведен опитен образец на 7,62-мм картечница система В. А. Дегтярьов с пълнител конструкция на Г. Ф. Кубинов и С. Г. Разоренов (конструктивно аналогичен за картечницата ДП образец 1927 г., с изключение на способа на подаване на патроните – пълнител за 20 патрона се запълва с четири стандартни пълнителя за винтовка Мосин). Оръжието не е прието на въоръжение и след изпитания е предадено за съхранение, а след това постъпва в музея на завода „Дегтярьов“ в град Ковров.

### ДП със заглушител
През 1941 г., по време на битката при Москва във войските е предадена за изпитания картечница ДП със заглушител, но серийното производство на тази модификация не е започвано.

### ДПМ
През 1944 г. под ръководството на Дегтярьов в завод № 2 се водят работи по усъвършенстването на картечницата ДП, а имено за увеличаване на надеждността и управляемостта на картечницата. Новата модификация получава обозначението ДПМ („Дегтярьов Пехотен Модернизиран“, Индекс ГРАУ – 56-Р-321М). Отстранен е проблемът с прегряването на възвратно-бойната пружина (тя е поставена в специална тръбичка на спусковата рама над приклада), подобрен е спусковият механизъм и се появява възможност за смяна на ствола по време на боя.
Пренасянето на възвратно-бойната пружина на спусковата рама води до конструктивни изменения на отделни части и механизми на картечницата. Новата пистолетна ръкохватка, променената форма на приклада и по-стабилната неразглобяема двунога с нова конструкция осигуряват по-голямо удобство. Като цяло, всички бойни, тактически и технически характеристики остават без промяна.

### ДА
ДА „Дегтярьов Авиационен“ е вариант за поставяне на самолет. От картечницата ДП е свален кожухът, предназначен за защита на ръцете на стрелеца от изгаряния от ствола. Това намалява габаритите и подобрява охлаждането. За удобство при стрелбата прикладът е заменен с две ръкохватки. Поставен е пълнител за 60 патрона. За намаляване на силата на отката, за първи път в авиационното въоръжение, за картечница се използва дулен спирач.
Картечницата ДА постъпва на въоръжение през 1928 г. През 1930 г. на въоръжение постъпва неин сдвоен вариант – ДА-2. Картечниците ДА и ДА-2 са поставяни като бордово въоръжение за отбрана на самолетите Р-5, У-2, ТБ-3, МК-1, ТШ-Б.
Предполага се поставянето на картечницата ДА на съветската танкетка Т-25.
Картечниците ДА и ДА-2 нямат широка употреба, тъй като 7,62-мм куршуми са откровено слабоефективни против самолетите от втората половина на 1930-те – 1940-те години, което води до прехода към по-големи калибри. Още повече, че през 1934 г., специално за авиацията, е създаден по-удачната картечница ШКАС с темп на стрелбата около 1800 изстрела/минута, което отчасти компенсира слабата поразяваща мощ на 7,62-мм куршум.

### ДТ/ДТМ
Разработената съвместно с Г. С. Шпагин през 1929 г. танкова модификация ДТ (Дегтярьов Танков) (Индекс ГРАУ – 56-П-322) се поставя на болшинството танкове и бронирани автомобили. Модификацията се създава с оглед поставянето на картечницата в тясното бойно отделение на танка. Вместо дървен приклад се използва разгъваем метален. Стандартният пълнител с едноредно разположение на патроните е заменен от пълнител с разположение на три реда, който поема 63 патрона.
Картечницата се монтира в сферична установка, разработена от Г. С. Шпагин, позволяваща с лекота да се насочва по хоризонталната и вертикалната плоскости. Също така картечницата е снабденжа с платнен гилзоуловител. ДТ има разглобяема двунога, така че да може да се използва от екипажа на повредената бронетехника като лека картечница. Известни са няколко случая на въоръжаване с тях и на пехотни подразделения. Също така ДТ се ползва с популярност във въздушнодесантните подразделения за своите по-компактни размери и по-малко тегло.
През 1944 г. е модифицирана възвратно-бойната пружина, и картечницата получава обозначението ДТМ (Индекс ГРАУ – 56-П-322М).

### РП-46
През 1946 г. е създадена и приета на въоръжение леката картечница РП-46 (ротна картечница образец 1946 г.), представляваща модификация на ДПМ с лентово подаване, което, с по-тежкия ствол, осигурява по-висока огнева мощ при запазването на приемлива маневреност. РП-46 използва неразглобяемата метална патронна лента от тежката картечница Горюнов. В началото на 1960-те е заменен от по-съвершенната картечница Калашников.

### Тип 53
Адаптирано към особеностите на китайската промишленост копие на картечницата ДП (ДПМ). Произвежда се от китайската държавна оръжейна корпорация Norinco.

### ДП-О
Преправената за стрелба в полуавтоматичен режим, картечница ДП-О е сертифицирана в Русия като ловна карабина.

### MG 120 (r)
Картечници ДП, заловени от Вермахта, се използват под обозначението MG 120 (r). Малко от тях са адаптирани към немския калибър 7,92 × 57 mm.

## На въоръжение
- СССР
- Белорусия: снети от въоръжение през декември 2005 г.[27]
- България – в периода след 9 септември 1944 г. СССР предава на българската армия 762 картечници ДП, които са приети на въоръжение и се използват в хода на бойните действия през 1944 – 1945 г.,[28] те остават на въоръжение и след войната.[29]
- Втора испанска република – 5146 са доставени от СССР за Испанската република,[30] постъпват на въоръжение в републиканската армия и някои интернационални бригади.[31]
- ГДР – на въоръжение в ННА на ГДР.[32]
- Кралство Италия – в периода 1941 – 1943 г. трофейни ДП се използват от италианските войски на Източния фронт, известен брой от тях остават в подразделенията след завръщането им в Италия (и след капитулацията на Италия и разоръжаването на италианските войски от немците през септември 1943 г. няколко ДП се оказват и при италианските партизани).[33]
- Полска народна република – първите картечници постъпват на въоръжение в 1-ва полска пехотна дивизия Т. Костюшко (а след това и в други сформирани в СССР полски части) през периода 1943 – 1945 г., след войната те се използват още известно време, а след това са предадени за съхранение.[34]
- Социалистическа република Румъния – първите картечници постъпват на въоръжение в 1-ва румънска доброволческа пехотна дивизия Тудор Владимиреску през 1943 г., вичко до 1 юли 1945 г. румънската армия получава 998 броя.[35]
- Трети райх – трофейни картечници се използват във вермахта и охранително-полицейските формирувания с обозначението „7,62 mm leichte Maschinengewehr 120(r)“
- Украйна – след провъзглашаването на независимостта през 1991 г. съветските складове от мобилизационния резерв се оказват под разпореждането на министерството на отбраната на Украйна. На 23 ноември 2005 г. правителството на Украйна подписва съглашение с Агентството на НАТО за материално-техническо осигуряване и снабдяване (NAMSA), в съответствие с което поема ангажимента за унищожаване на свръхзапасите от въоръжение и боеприпаси срещу предоставянето на материално-финансова помощ. Започва разпродажба на излишното оръжие.[36] По състояние към 15 декември 2011 г. в складовете на министерството на отбраната остават 120 000 картечници ДП и 19 000 ДПМ.[37] През януари 2022 г. за използването на ДП започват да се обучават резервистите от подразделенията на териториалната отбрана.[38] Забелязана е, също така, модифицирана картечница ДП с оптически прицел и заглушител.[39]
- Финландия – за периода на Зимната война Финландия взема над 3000 ДП и около 150 ДТ. Към 1944 г. във финската армия се намират около 9000 ДП, тя остава на въоръжение до 1960-те години под името 762 PK D (7.62 pk/ven.). Картечницата ДТ – 762 PK D PSV (7.62 pk/ven. psv.) – става основната танкова картечница във финската армия, също така се използва и след войната.[40] Финландската промишленост започва производство на части за ДП: стволове, пълнители, приклади и др.
- Югославия – през 1944 г. СССР започва доставки на оръжие по програмата за военна помощ на НОАЮ, всичко до 1 януари 1945 г. са предадени 5508 бр. картечници ДП с патрони.[41]

## В киното и компютърните игри
Често в игрите (и въобще в западната литература) картечницата се нарича не ДП-27, а DP-28.
Картечницата на Дегтярьов присъства в значителен брой кинофилми и в редица компютърни игри. Такава картечница използва героя от серията игри „Tom Clancy’s Rainbow Six Siege“, „Тачанка“. Освен това тази картечница може да се срещне в мобилната многопрофилна игра PUBG.
- В блиндажа при картечницата, 18 септември 1941 г.
- Картечница ДП в артилерийския музей в град Инкоо, Финландия
- Боец от грузинската армия във войната в Абхазия (1992 – 1993) с картечница ДП
- Бойци от монголската Народно-революционна армия водят бой с япоците с картечница ДП. Халхин-Гол. 1939 г.
- Трофейни картечници ДП, пленени от войските на ООН в Корейската война
- Танкова картечница ДП във Военния музей Хелзинки, 2010 г.
- Бойци на унгарската армия се учат да стрелят от трофейна картечница ДП. Източния фронт, 1942 г.
- Съветски мотоциклетисти-разузнавачи поемат за изпълнение на бойна задача

Във филма „Соловей - разбойник“ главният герой кара мотоциклет с картечницата в коша.

## Коментари
1. ↑  Такова конструктивно решение за първи път е използвано за немските общовойскови картечници през 1930-те години (MG-34).